# Фризойте
Фризойте (нем. Friesoythe) — город в Германии, в земле Нижняя Саксония.
Входит в состав района Клоппенбург. Население составляет 20 641 человек (на 31 декабря 2010 года). Занимает площадь 247,14 км². Официальный код — 03 4 53 007.

## Этимология
Название «Фризойте» состоит из двух частей Fries (фризский) и oythe. Слово oythe восходит к понятию сухого участка, окружённого торфяным болотом. В рукописи 1582 года сохранилось название Frieß Oitha. На латыни название было написано как Oytha Frisica. На затерландском город называется Ait или Äit. Добавление понятия «фризский» в Затерланде было излишним ввиду того, что город находился в Восточной Фризии.

## Политика

Фризойте

## Демография
| Год  | Население |
| ---- | --------- |
| 1990 | 16 878    |
| 1995 | 18 432    |
| 2000 | 19 737    |
| 2005 | 20 369    |
| 2010 | 20 572    |